# 6450 Masahikohayashi
6450 Masahikohayashi è un asteroide della fascia principale. Scoperto nel 1991, presenta un'orbita caratterizzata da un semiasse maggiore pari a 2,5371839 UA e da un'eccentricità di 0,2463002, inclinata di 8,48610° rispetto all'eclittica.